# 木曽平沢
座標: 北緯35度58分55秒 東経137度49分57秒 / 北緯35.98194度 東経137.83250度

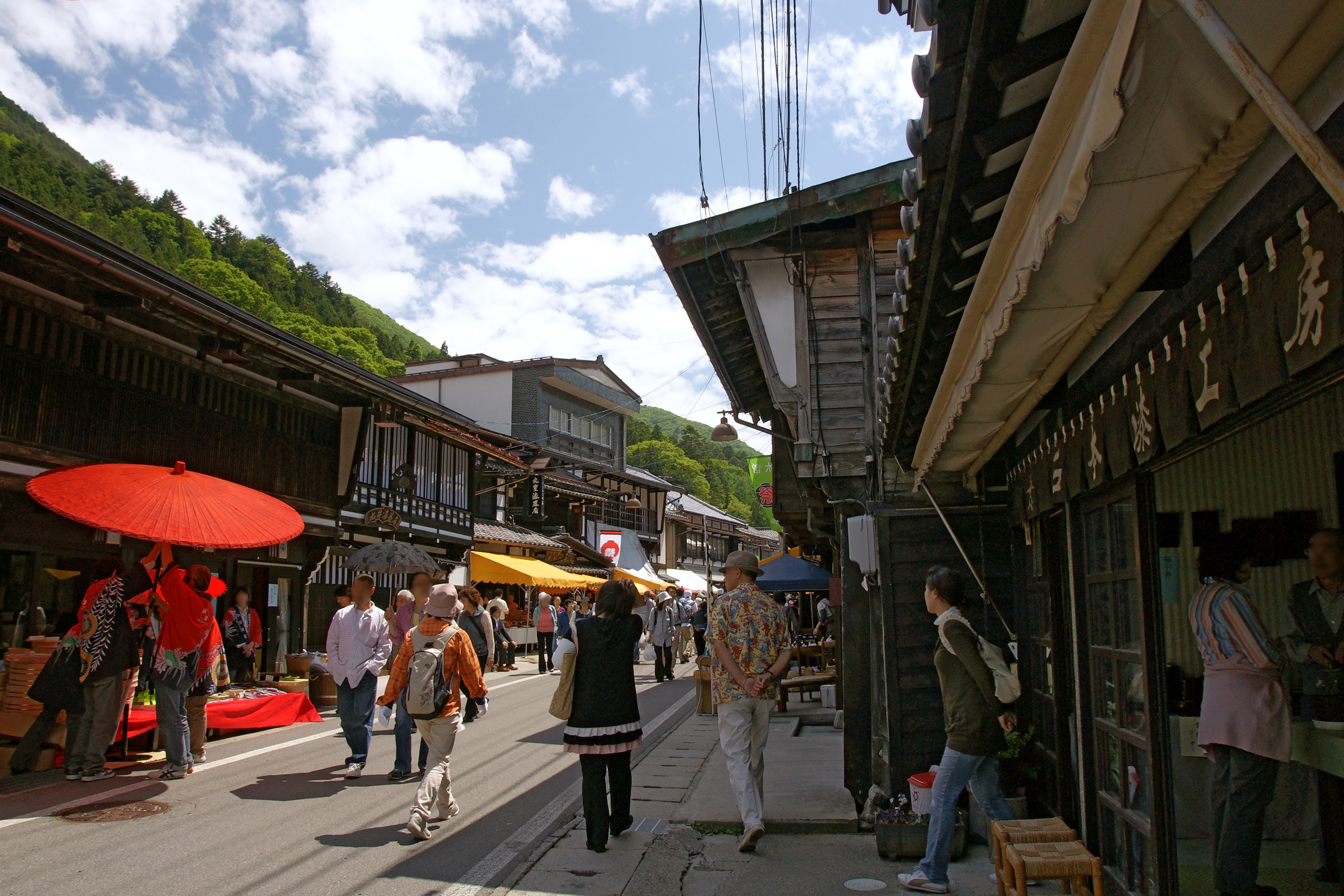
本通り（旧中山道）

木曽平沢（きそひらさわ）は、長野県塩尻市南部の山岳地帯にある地区。
木曽漆器の産地として知られ、歴史的な家並みが国選定の重要伝統的建造物群保存地区に指定されている。

## 概要
標高900m、奈良井宿の北東、奈良井川右岸に位置する。16世紀末頃に集落形成が始まったとされる。慶長7年に江戸幕府により中山道のルートとして整備されたことで宿場である奈良井宿の枝郷という位置付けの工人町として発展を始め、高地の寒冷気候が漆工に適していることもあって、江戸時代を通して中山道随一の漆器生産地として栄えることになった。今日においても漆器生産量は日本有数である。
江戸時代末期から昭和時代初期の漆工町の特徴を伝える建築が多く現存する本通り（旧中山道）と金西町および諏訪神社周辺は、2003年と2004年の国立奈良文化財研究所による伝統的建造物群保存対策調査を経て、2006年に重要伝統的建造物群保存地区の選定を受けた。

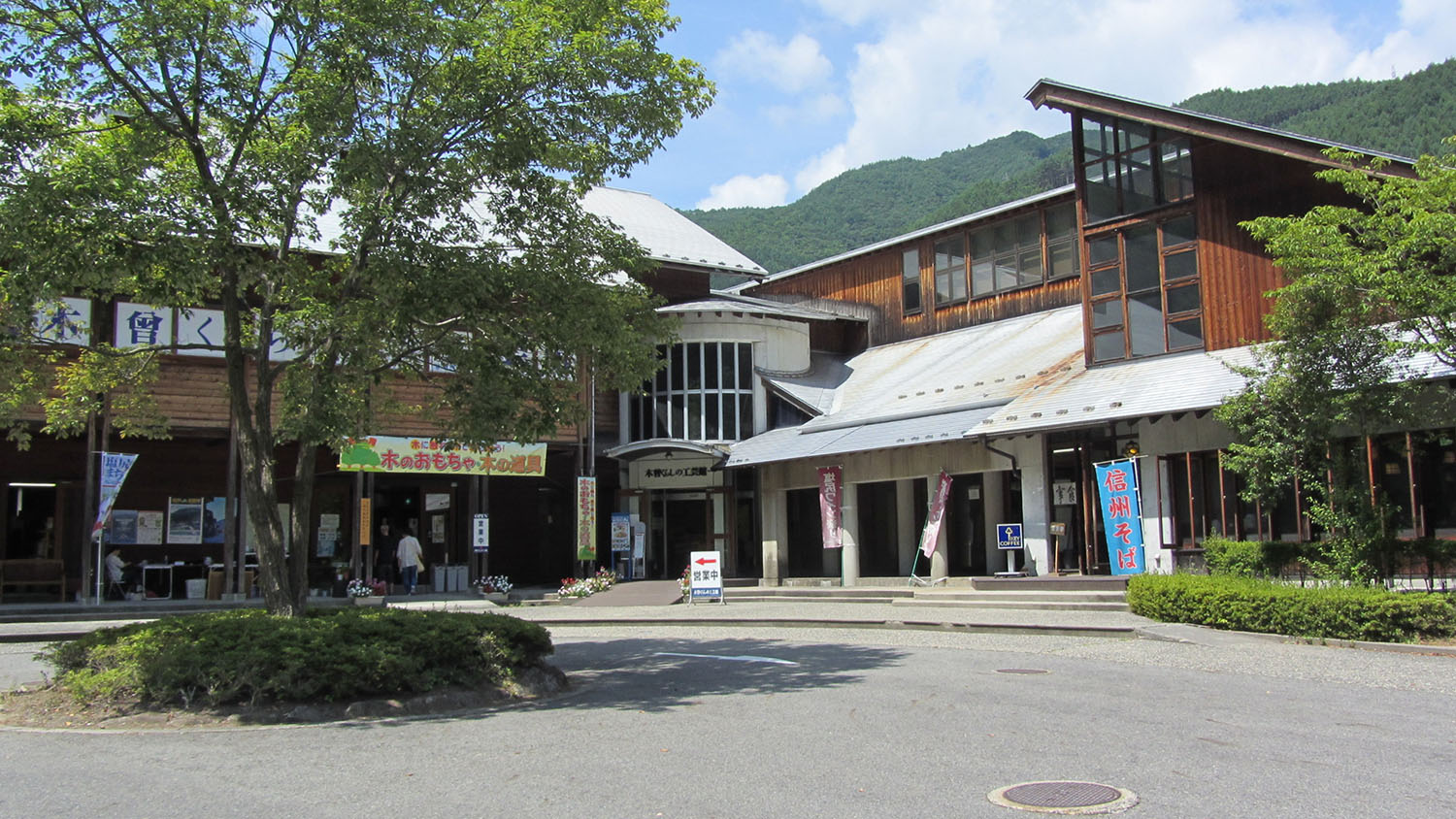
道の駅木曽ならかわ
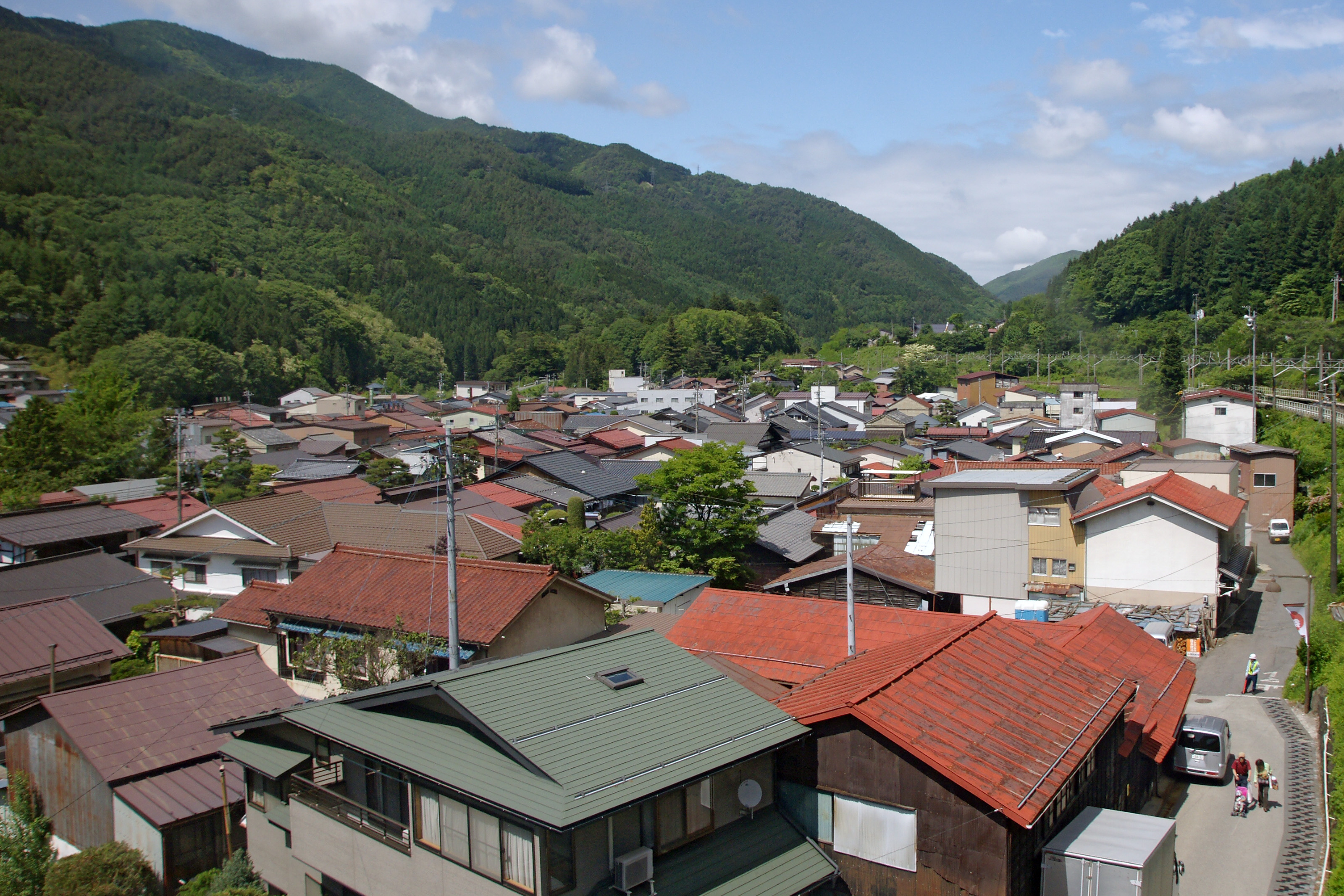
街並み
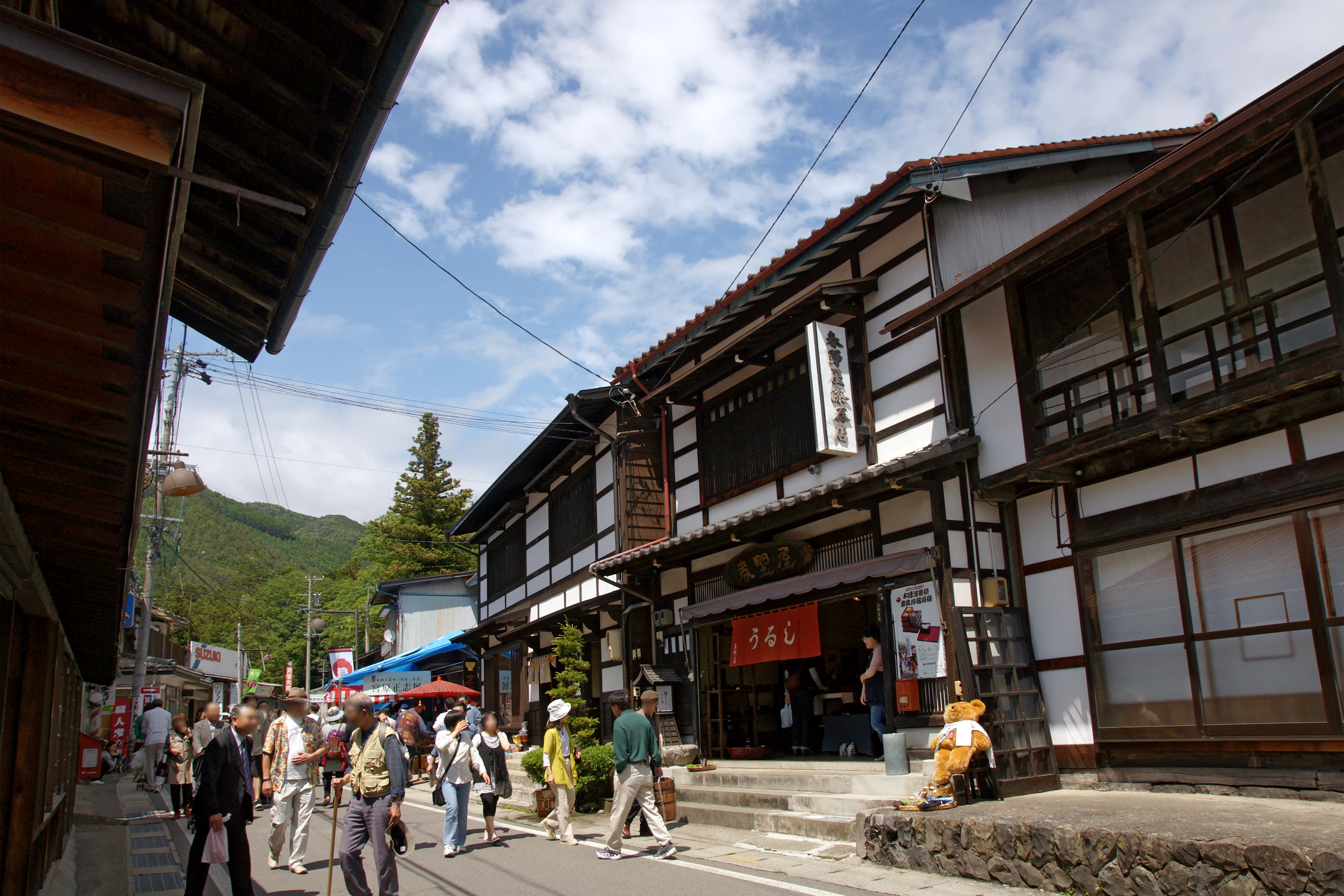
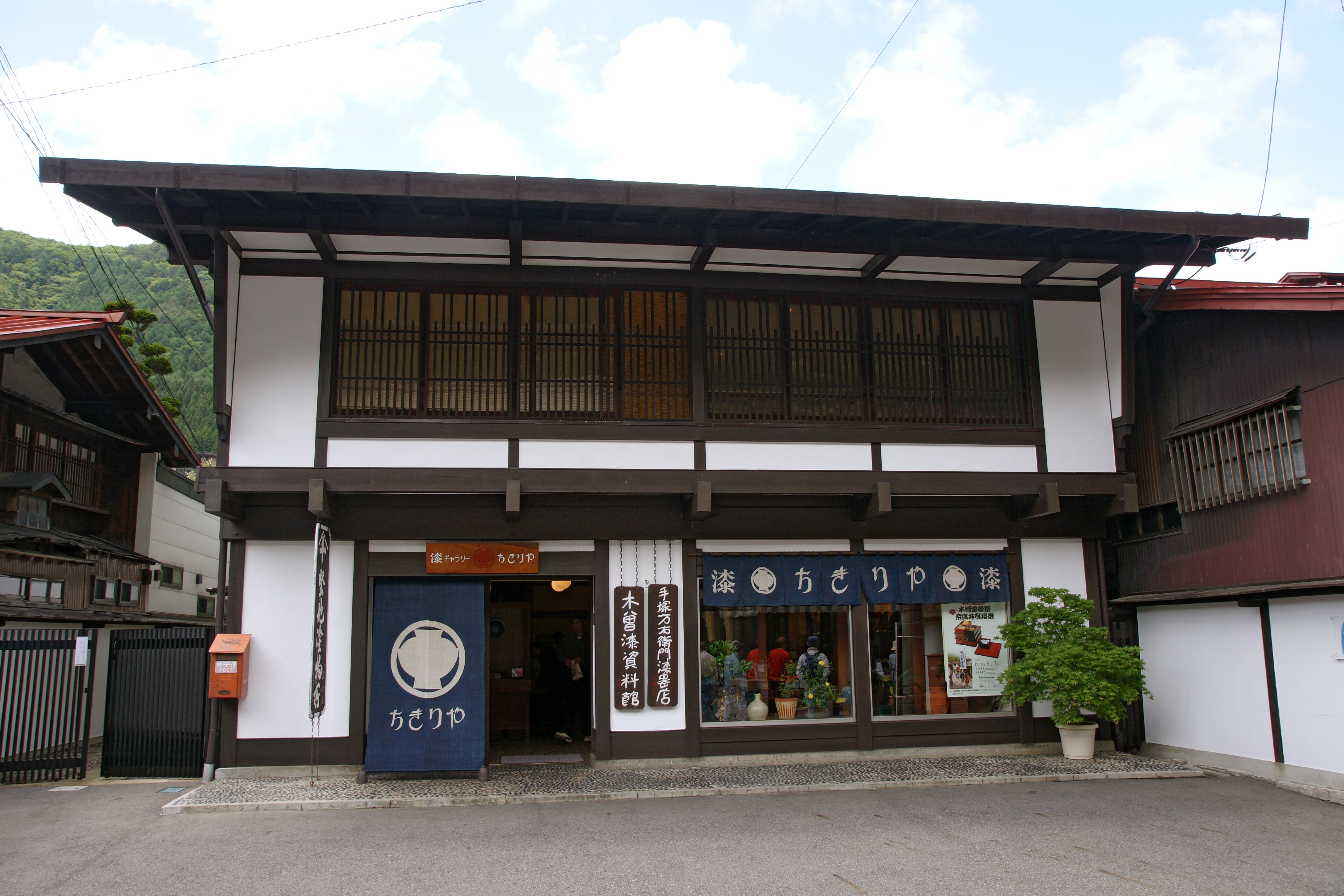
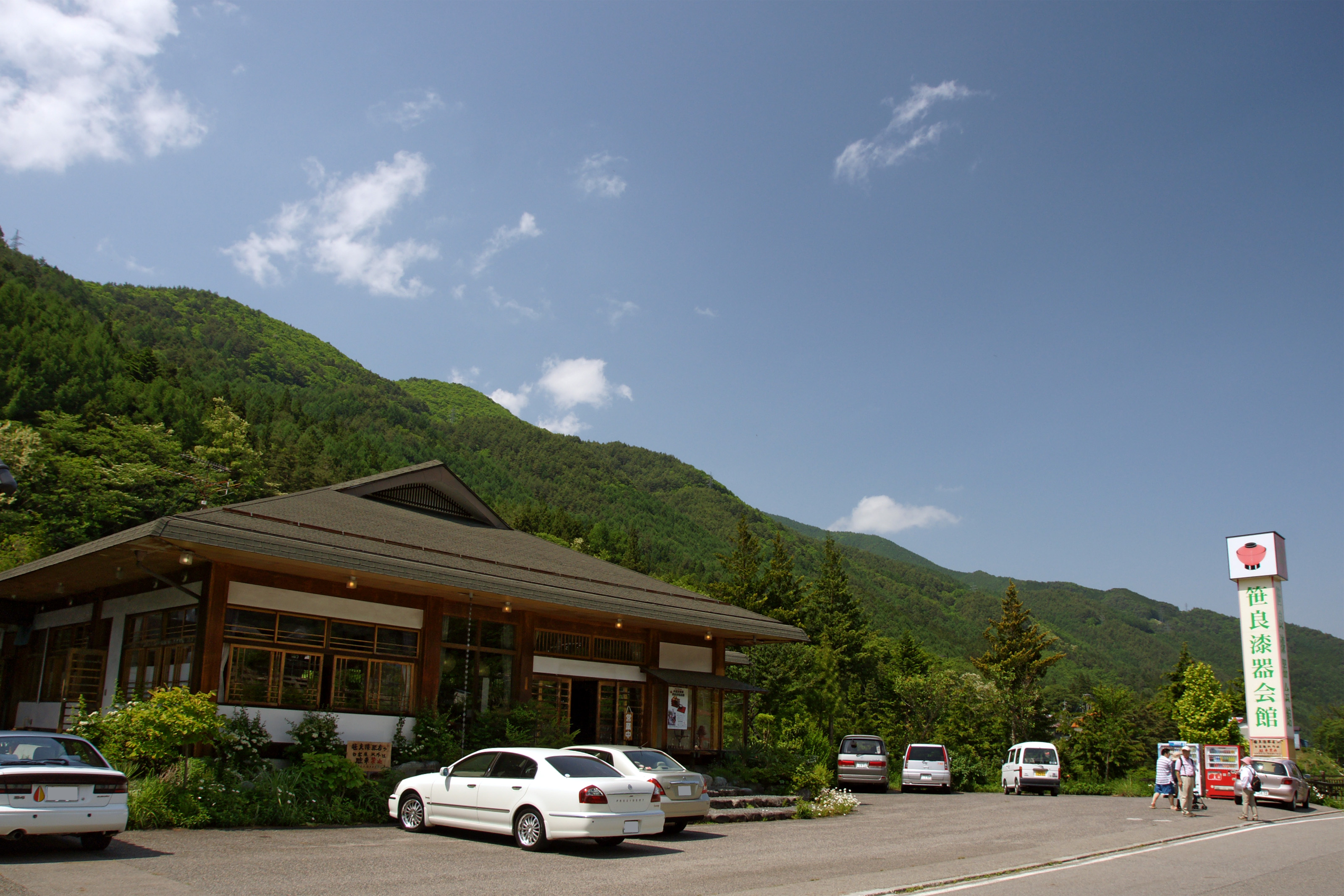
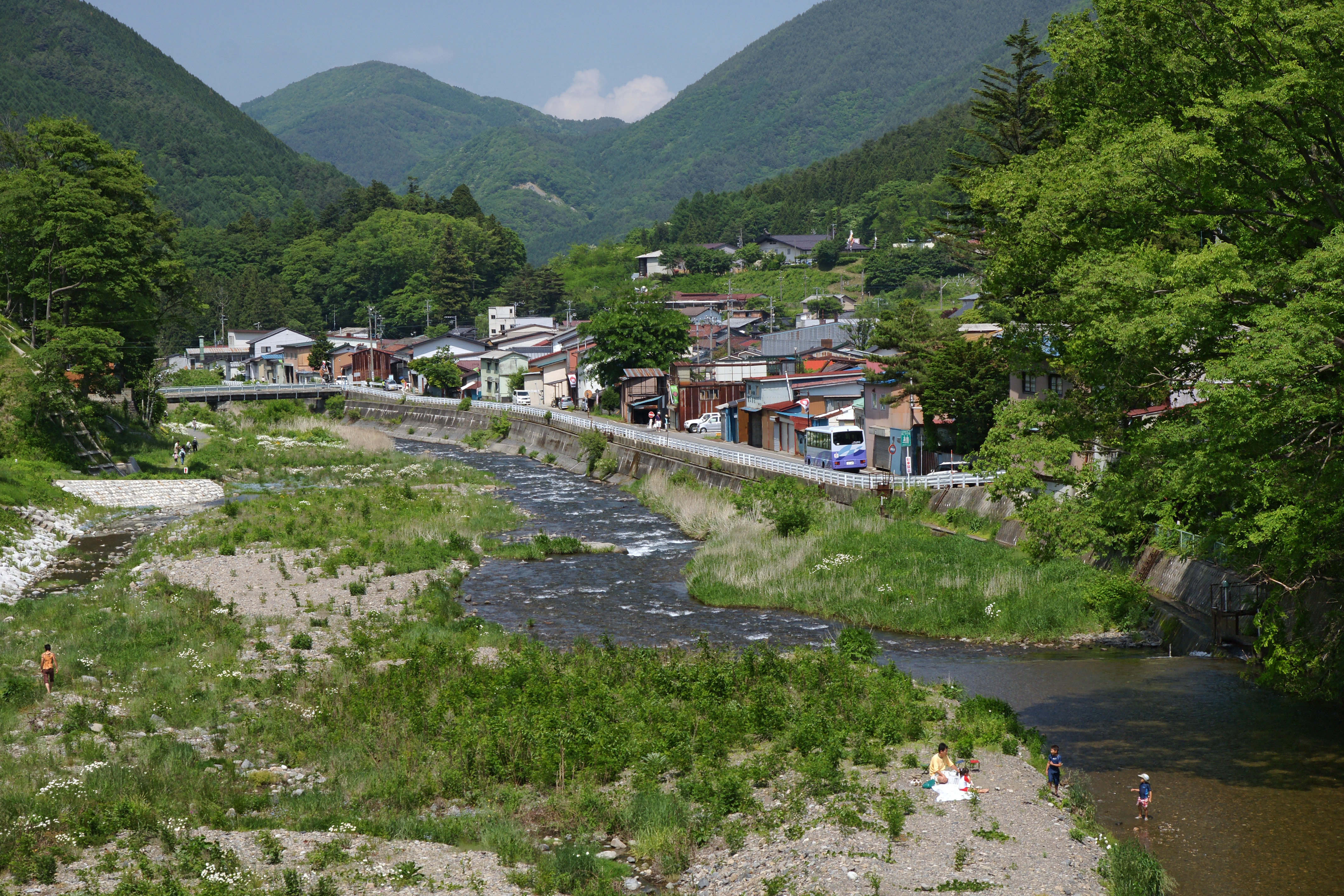
奈良井川

## 重要伝統的建造物群保存地区データ
- 選定名 - 塩尻市木曾平沢伝統的建造物群保存地区
- 所在地 - 長野県塩尻市大字木曽平沢字東町、字東町裏、字西町、字西町裏、字太田、字川原、字上ノ山、字宮ノ原及び字宮下の各一部
- 面積 - 約12.5ヘクタール（東西約200メートル、南北約850メートル）
- 選定年月日 - 平成18年7月5日
- 種別 - 漆工町
- 伝統的建造物等特定数
  - 建築物 - 201件
  - 工作物 - 20件
  - 環境物件 - 16件
- 根拠条例・規則等
  - 塩尻市伝統的建造物群保存地区保存条例（平成17年3月25日条例第44号）
  - 塩尻市伝統的建造物群保存地区保存条例施行規則（平成17年3月28日教育委員会規則第3号）
  - 塩尻市伝統的建造物群保存地区保存事業補助金交付要綱（平成17年3月28日告示第28号）
  - 塩尻市木曾平沢伝統的建造物群保存地区保存計画（平成17年12月1日教育委員会告示第13号）

## 主な指定・選定
- 重要漆工集団地（1949年、旧通商産業省指定）
- 伝統工芸品（木曾漆器、1975年、旧通商産業省指定）
- 重要有形民俗文化財（木曾漆器館所蔵の木曾漆器の製作用具・製品3729点、1991年、国指定）
- 重要伝統的建造物群保存地区（塩尻市木曾平沢伝統的建造物群保存地区、2006年7月5日、国選定）

## 地域
奈良井川に沿って、国道19号や中央本線が通り、木曽平沢駅がある。塩尻市役所楢川支所、塩尻市立図書館楢川分館、木曽平沢郵便局、小中学校などの公共施設がある。地区の人口は約1,100人。

### 小・中学校の学区
市立小・中学校に通う場合、学区は以下の通りとなる。
| 地区         | 小学校                 | 中学校             |
| ------------ | ---------------------- | ------------------ |
| 大字木曽平沢 | 塩尻市立木曽楢川小学校 | 塩尻市立楢川中学校 |

## 交通
- 中央本線 木曽平沢駅 徒歩5分